# Kingeiland (Australië)
Het Kingeiland (Engels: King Island) is een Australisch eiland ten noordwesten van Tasmanië, waarvan het bestuurlijk deel uitmaakt. Het eiland ligt tussen de Indische Oceaan en de Straat Bass en ongeveer halfweg tussen Victoria en Tasmanië. De grootste en belangrijkste plaats is Currie, gelegen aan de westkant. In 2007 woonden 1.723 mensen op Kingeiland.